# Leptonycteris yerbabuenae
Leptonycteris yerbabuenae е вид бозайник от семейство Phyllostomidae. Видът е световно застрашен, със статут Уязвим.